# Marie Marvingt

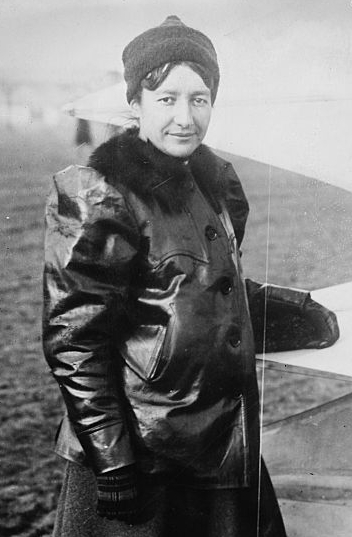
Marie Marvingt

Marie Marvingt (n. 20 februarie 1875 - d. 14 decembrie 1963) a fost o sportivă, jurnalistă și aviatoare franceză.
Ca sportivă, s-a afirmat în probe sportive, printre care: alpinism, ciclism, patinaj, înot, schi. 
A fost printre primele femei care a obținut permis de conducere auto și anume în 1899.
În perioada Primului Război Mondial, a participat la luptă deghizată în bărbat.
Mai târziu, s-a antrenat pe avioane și a devenit prima femeie din lume care a pilotat un bombardier.
În perioada interbelică, a devenit jurnalistă, corespondentă de război și ofițer de sănătate pe frontul din Africa de nord, în special în Maroc.
În 1929 a organizat primul congres mondial asupra aviației sanitare.
Pe când se afla în Maroc, a inventat schiurile metalice și a sugerat posibilitatea utilizării acestora pentru avioanele care aterizează pe nisip.